# Yvette Centeno
Yvette Kace Centeno (Lisboa, 7 de Fevereiro de 1940) é uma escritora portuguesa e germanista. É uma das escritoras mais importantes do país, ao lado de Lídia Jorge e Agustina Bessa-Luís, e é considerada a maior intelectual em Portugal. Também é investigadora da vida e obra de Fernando Pessoa e é uma das autoras de teatro contemporâneo mais importantes de seu país e trabalha como poeta, ensaísta, romancista e tradutora.

## Biografia
Yvette Centeno nasceu em Lisboa em 1940, portuguesa e polaca. Em 1963, começou a estudar germânicas na Faculdade de Letras da Universidade de Lisboa e, em 1961, escreveu o seu primeiro livro de poesia, Opus I.
Apaixonada pelo teatro desde a juventude, o que mostra o seu rico trabalho dramático e a torna uma das principais autoras de teatro contemporâneas de seu país.
Como tradutora, continuou a publicar as obras de Stendhal, Goethe, Shakespeare, Bertolt Brecht e Paul Celan em Portugal.
Desde 1983, é professora de literatura alemã e comparada na Universidade Nova de Lisboa.
É particularmente meritória a pesquisa sobre o trabalho de Fernando Pessoa. Escreveu vários ensaios sobre esse assunto e publicou escritos sobre judaísmo e maçonaria encontrados no espólio, conhecidos por editores em Portugal e na Alemanha. No documentário alemão Fernando Pessoa e Portugal. No labirinto do eu, ela conversa com Alberto Pimenta e João Gaspar Simões sobre a vida e obra do autor.
Vive em Lisboa, é casada e tem quatro filhos. Continua a escrever sobre literatura e arte em vários blogs em português. Literatura e Arte, Simbologia e Alquimia e Escrita Criativa
Desde 1998, é sócia correspondente da Classe de Letras da Academia das Ciências de Lisboa (2.ª Secção - Filologia e Linguística).

## Obras

### Poesia
- Opus I, Lisboa: Ática,1961
- O Barco na Cidade, Lisboa: Guimarães Editores, 1965
- Poemas Fracturados, Lisboa: Guimarães Editores, 1967
- Irreflexões, Lisboa: Ática, 1974
- Sinais, Porto: Editorial Inova,1977
- Algol, Porto: O Oiro e o Dia, 1979
- Perto da Terra, Lisboa: Editorial Presença, 1984
- Entre Silêncios, Guimarães: Pedra Formosa, 1997
- A Oriente, Lisboa: Editorial Presença, 1998
- Canções do Rio Profundo, Porto: Edições Asa, 2004
- Outonais e Outros Poemas, Blurb, 2011
- Poemas com Endereço, Lisboa: Mariposa Azul, 2015
- Entre Silêncios, Poesia 1961 - 2018, Lisboa: Glaciar, 2019

### Ficção
- Quem se eu gritar, Lisboa: Ática, 1962
- Não só quem nos odeia, Lisboa: Portugália, 1966
- As Palavra Que Pena, Lisboa: Ática 1972
- O Jardim das Nogueiras, Lisboa: Bertrand, 1983
- As Muralhas, Lisboa: &etc, 1986
- Matriz, Lisboa: Editorial Presença, 1988
- Três Histórias de Amor, Porto: Edições Asa, 1994
- Os Jardins de Eva, Porto: Edições Asa, 1998
- Amores Secretos, Porto: Edições Asa, 2006
- Do Longe e do Perto, Lisboa: Sextante, 2011
- No Rio da Memória, Createspace, Amazon, UK, 2017

### Teatro
- Teatro Aberto, Lisboa: Ática, 1974
- Saudades do Paraíso, Lisboa: Moraes,1980
- Peças Bem Comportadas, Lisboa: &etc, 1982
- As Três Cidras do Amor, Lisboa: Livros Cotovia, 1991
- Será Deus ou Dr. Freud?, Lisboa: Escritor, 1995
- O Pecado Original, Lisboa: Escritor, 1997

### Livros para crianças
- O Miguel e o Gigante, Lisboa: Bertrand, 1982
- Era uma vez uma Maçã, Lisboa: Plátano, 1982
- O Príncipe no Reino dos Lagartos, Porto: Porto Editora, 2008
- Do Outro Lado da Lua, Lisboa: Editorial Estampa, 2012

### Ensaio
- 5 Aproximações, Lisboa: Ática, 1975
- A Simbologia Alquímica no conto da Serpente Verde de Goethe; Lisboa Universidade Nova de Lisboa, 1976
- Símbolos de Totalidade na Obra de Herman Hesse, Lisboa: Regra do Jogo, 1978
- Fernando Pessoa: Tempo, Solidão, Hermetismo, Lisboa: Moraes, 1978
- A viagem de "Os Lusíadas" [obra colectiva], Lisboa: Arcádia, 1981
- A (Más) Cara diante da Cara, [obra colectiva], Lisboa: Editorial Presença, 1982
- A Alquimia e o Fausto de Goethe, Lisboa: Arcádia, 1982
- A Alquimia do Amor, Lisboa: A Regra do Jogo, 1983
- Fernando Pessoa: O Amor, a Morte, a Iniciação, Lisboa: A Regra do Jogo, 1984
- Fernando Pessoa e a Filosofia Hermética, Lisboa: Editorial Presença, 1985
- Literatura e Alquimia, Editorial Presença, 1987
- Fernando Pessoa:os Trezentos e Outros Estudos, Lisboa: Editorial Presença, 1988
- O Pensamento Esotérico de Fernando Pessoa, Lisboa: &etc, 1990
- A Arte de Jardinar, (Ensaios de Literatura Comparada), Lisboa: Editorial Presença, 1991
- Tratado do Vitríolo dos Filósofos, Lisboa: Salamandra, 1993
- Portugal: Mitos Revisitados, Lisboa: Salamandra, 1995
- Hermetismo e Utopia, Lisboa: Salamandra, 1995
- Fernando Pessoa:Magia e Fantasia, Porto: Edições Asa, 2004
- Fernando Pessoa, "Jews and Masonry", Leipzig: Erata, 2006
- Teatro e Sociedade (ler/ver teatro), Lisboa: Universidade Lusófona, 2008
- A Gnose Alquímica, outrora e agora, Lisboa: Revista CEIL da Universidade Nova de Lisboa, 2011

### Traduções
- Bertolt Brecht, O Julgamento de Lúculo; A excepção e a Regra; Baal, Lisboa: Portugália, 1968
- Vida de Galileu, Lisboa: Portugália, 1970
- A Mâe, Lisboa: Ática, 1987
- Canções de Brecht, Almada: Teatro de Almada, 2008
- Clifford Leech, Shakespeare; The Chronicles, Lisboa: Fundação Calouste Gulbenkian, 1965
- Erich Fried, 100 Poemas sem Pátria, [obra colectiva], Lisboa: Publicações D. Quixote, 1979
- G.E.Lessing, Nathan o Sábio, Lisboa: Fundação Calouste Gulbenkian, 2017
- G. Kunert, Antologia da Obra, [obra colectiva], 90 Poemas, Lisboa: Páginas Tantas, 1983
- J. W. Goethe, Antologia, Lisboa: Editorial Verbo, 1972
- Poemas, Porto: O Oiro do Dia, 1980
- Paul Celan, 13 Poemas [com João Barrento], Porto: O Oiro do Dia, 1979
- Antologia Poética [com João Barrento], Lisboa: Livros Cotovia, 1991
- Sete Rosas Mais Tarde, [com João Barrento], Lisboa: Livros Cotovia, 1993, 2ª ed.,1996, 3ª ed., 2017
- Rainer Maria Rilke, A Vida de Maria, Lisboa: Revista Colóquio/Letras, Fundação Gulbenkian, 2014
- As Rosas, Createspace, Amazon UK, 2017
- René Char, Este Fanático das Nuvens, Lisboa: Livros Cotovia, 1996
- R.W. Fassbinder, As Lágrimas Amargas de Petra von Kant, Lisboa: Livros Cotovia, 1990
- Stendhal, Armance, Porto: Editorial Inova, s.d.
- William Shakespeare, Othello, Lisboa: Editorial Verbo, s.d.
- Timão de Atenas, Almada: Teatro de Almada, 2015
- Wimsatt e Brooks, Crítica Literária, Lisboa: Fundação Calouste Gulbenkian, 1971
- Nigredo, em: Nunes, Ângela Maria Pereira et al. De branco a preto, Leipziger Literaturverlag, 2017

## Prémios
- Bundesverdienstkreuz 1. Klasse da República Federal da Alemanha, 1994.[carece de fontes?]
- Prémio Jacinto do Prado Coelho, 1985.